# ذاكرة طويلة الأمد
الذاكرة طويلة الأمد أو الذاكرة المديدة هي مرحلة من نموذج الذاكرة المزدوجة المقترحة من قبل نموذج الذاكرة أتكينسون-شيفرين، حيث يمكن تخزين المعرفة بالمعلومات لفترات طويلة من الزمن. في حين أن ذاكرة قصيرة الأمد، والذاكرة العاملة تستمر لمدة 18 إلى 30 ثانية فقط، ويمكن أن تبقى المعرفة بالمعلومات كذاكرة طويلة الأجل إلى أجل غير مسمى. وعادة ما تصنف الذاكرة طويلة الأمد إلى ذاكرة صريحة، وذاكرة عرضية، وذاكرة دلالية، وذاكرة السيرة الذاتية، وذاكرة ضمنية (الذاكرة الإجرائية).

## نموذج ذاكرة التخزين المزدوج
وفقا لميلر، الذي نَشرت دراسته في عام 1956 نظرية «رقم سبعة السحري»، فإن الذاكرة قصيرة الأمد تقتصر على عدد معين من المعلومات، في حين أن الذاكرة طويلة الأمد لديها مخزن لا حدود له.

### نموذج الذاكرة أتكينسون-شيفرين

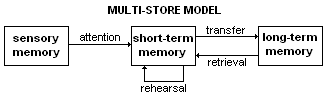
نموذج التخزين المتعدد: النموذج الأصلي للذاكرة لأتكينسون، وشيفرين (1968)، الذي يتألف من السجل الحسي، مخزن المدى القصير، ومخزن المدى الطويل.

ووفقا لنموذج ذاكرة التخزين المزدوج الذي اقترحه ريتشارد اتكينسون، وريتشارد شيفرين في عام 1968، فإن الذكريات يمكن أن تقام في «المخزن المؤقت» على المدى القصير لفترة محدودة، في حين أنها تعزز روابطها معا في الذاكرة طويلة الأمد. عندما يتم عرض العناصر لأول مرة، فإنها تدخل الذاكرة قصيرة الامد، ولكن نظرا لمساحتها المحدودة، فإنه عندما تدخل عناصر جديدة، تخرج منها العناصر القديمة. ومع ذلك، فإنه في كل مرة يتم تكرير عنصر في الذاكرة قصيرة الأمد، يتم تعزيزه في الذاكرة طويلة الأمد. وبالمثل، كلما بقي عنصر في الذاكرة قصيرة المدى فترة أطول، كلما أصبح ارتباطها في الذاكرة طويلة الأمد أقوى.

### نموذج باديلي للذاكرة العاملة
في عام 1974 اقترح باديلي، وهيتش نظرية بديلة للذاكرة قصيرة المدى، وهي نموذج باديلي للذاكرة العاملة. ووفقا لهذه النظرية، تنقسم الذاكرة قصيرة المدى إلى أنظمة استحواذ مختلفة لأنواع مختلفة من عناصر الإدخال، وهناك رقابة تنفيذية تشرف على العناصر التي تدخل وتخرج من تلك الأنظمة. وتشمل أنظمة الاستحواذ: الحلقة الصوتية، ولوحة الرسم البصرية-المكانية، والعازلة العرضية (أضيفت في وقت لاحق من قبل باديلي).

## تشفير المعلومات
طبقا لدراسة باديلي، فإن الذاكرة طويلة الأمد تشفر المعلومات لتخزينها. في الرؤية مثلا، تحتاج المعلومات إلى دخول الذاكرة العاملة قبل تخزينها في الذاكرة طويلة الأمد. ويتجلى ذلك في حقيقة أن السرعة التي يتم تخزين المعلومات بها في الذاكرة طويلة الأجل يتم تحديدها عن طريق كمية المعلومات التي يمكن أن تتناسب، في كل خطوة، مع الذاكرة العاملة البصرية. وبعبارة أخرى، كلما زاد استيعاب الذاكرة العاملة لبعض المحفزات، كلما تم تعلم هذه المواد بسرعة.
التوطيد المشبكي هو العملية التي يتم بها نقل العناصر من الذاكرة قصيرة الأجل إلى الذاكرة طويلة الأمد. في غضون الدقائق أو الساعات الأولي بعد اكتساب المعلومات، يتم تشفير الانغرام (تتبع الذاكرة) داخل المشابك، لتصبح مقاومة (وإن لم تكن محصنة) للتدخل من المصادر الخارجية.
كما أن الذاكرة طويلة الأجل عرضة للتلاشي في عملية النسيان الطبيعية، وقد تكون هناك حاجة إلى إعادة صيانة (استعادة / استرجاع الذاكرة) للحفاظ على الذكريات على المدى الطويل. ويمكن أن تتم عمليات الاسترجاع الفردية على فترات متزايدة وفقا لمبدأ التكرار المتباعد. يمكن أن يحدث هذا بشكل طبيعي تماما من خلال التفكير أو الاستدعاء المتعمد (المعروف أيضا باسم التجميع)، الذي يعتمد غالبا على الأهمية المتصورة للمادة. ويمكن أن يؤدي استخدام طرق الاختبار كشكل من أشكال الاستدعاء إلى تأثير الاختبار، مما يساعد الذاكرة طويلة الأمد من خلال استرجاع المعلومات، وردود الفعل.

### النوم
تعتبر بعض النظريات أن النوم عامل هام في إنشاء ذكريات طويلة الأمد منظمة تنظيم جيد. حيث يلعب النوم وظيفة رئيسية في توطيد ذكريات جديدة.
وفقا لنظرية تارنو، يتم تخزين الذكريات طويلة الأمد في شكل حلم (تذكر نتائج بينفيلد، وراسموسن في أن الإثارة الكهربائية للقشرة تؤدي إلى تجارب مماثلة للأحلام). تفسر الوظيفة التنفيذية للحياة أثناء الإستيقاظ الذاكرة طويلة الأمد بما يتفق مع فحص الواقع (تارنو 2003). ويقترح كذلك في النظرية أن المعلومات المخزنة في الذاكرة، بغض النظر عن كيفية تعلمها، يمكن أن تؤثر على الأداء في مهمة معينة دون أن يكون الشخص على علم بأنه يستخدم هذه الذاكرة. ويعتقد أنه يتم إعادة تنشيط آثار الذاكرة التصريحية المكتسبة حديثا أثناء نوم حركة العين غير السريعة؛ لتعزيز نقل الحصين القشري الجديد للتخزين طويل الأجل. وعلى وجه التحديد يتم تذكر الذكريات التصريحية الجديدة بشكل أفضل إذا كان التذكر بعد المرحلة الثانية من نوم حركة العين غير السريعة. يمكن أن يؤدي إعادة تنشيط الذكريات أثناء النوم إلى تغييرات متشابكة دائمة في بعض الشبكات العصبية. ويساعد النشاط المغزلي العالي، ونشاط التذبذب المنخفض، ونشاط الموجة دلتا خلال نوم حركة العين الغير سريعة على المساهمة في توطيد الذاكرة التصريحية. عند التعلم، يتم توزيع مغازل النوم على الإشارات العصبية النشطة ضمن التذبذبات البطيئة. ويعتقد أن المغزل النومي يحدث تغييرات مشبكية، وبالتالي يسهم في توطيد الذاكرة أثناء النوم. هنا، قمنا بفحص دور النوم في مهمة التعرف على أماكن الأشياء، وهي مهمة قريبة جدا من المهام التي تطبق عادة لاختبار الذاكرة التعريفية البشرية: وهي مهمة من محاولة واحدة، معتمدة على الحصين، وليست مجهدة، ويمكن أن تتكرر داخل نفس الحيوان. يقلل الحرمان من النوم من مستويات اليقظة أو الإثارة، مما يؤثر على كفاءة بعض الوظائف المعرفية مثل التعلم، والذاكرة.
نظرية أن النوم له فوائد في الاحتفاظ بالذاكرة ليست فكرة جديدة. لقد كانت مطروحة منذ تجربة ابنغهاوس على النسيان في عام 1885. وقد أجريت دراسات أحدث من قبل باين، وزملائه، وهولتز، وزملائه. وخلال تجربة باين وزملائه، تم اختيار المشاركين عشوائيا وتقسيمهم إلى مجموعتين. وقد أعطيت المجموعتين أزواج كلمات دلالية ذات صلة أو غير ذات صلة، ولكن أعطيت مجموعة المعلومات في الساعة 9 صباحا، وتلقت المجموعة الأخرى المعلومات في الساعة 9 مساء. ثم تم اختبار المشاركين في أزواج الكلمات بعد 30 دقيقة، أو بعد 12 ساعة، أو بعد 24 ساعة. وقد وُجِد أن المشاركين الذين كان لديهم فترة من النوم بين وقت التعلم، والاختبار كانت إجاباتهم أفضل في اختبارات الذاكرة. هذه المعلومات مشابهة لنتائج أخرى لتجارب سابقة قام بها جينكينز، ودالنباخ (1924). وقد وُجد أيضا أن العديد من مجالات الذاكرة التعريفية تتأثر بالنوم مثل الذاكرة العاطفية، والذاكرة الدلالية، والتشفير المباشر.
ووجد هولتزأن النوم لا يؤثر فقط على توطيد الذكريات التعريفية، بل أيضا الذكريات الإجرائية. في هذه التجربة، تم تدريس أزواج الكلمات (التي تمثل الذاكرة التفضيلية)، ومهمة التنصت بالإصبع (الذاكرة الإجرائية) في وقت من وقتين مختلفين من اليوم لخمسين مشارك من المراهقين. وما وجدوه هو أن مهمة التنصت بالإصبع الإجرائي كان تشفيرها وتذكرها مباشرة قبل النوم أفضل، بينما كان تذكر وتشفير مهمة أزواج الكلمات التصريحية بشكل أفضل إذا عُلمت في الساعة 3 بعد الظهر.

## تقسيمات
لا يخزن الدماغ الذكريات في بنية موحدة واحدة، كما يمكن أن يرى في الأقراص الصلبة للكمبيوتر. ولكن بدلا من ذلك، يتم تخزين أنواع مختلفة من الذاكرة في مناطق مختلفة من الدماغ. وتنقسم الذاكرة طويلة الأجل عادة إلى عنوانين رئيسيين: الذاكرة الصريحة، والذاكرة الضمنية.

### الذاكرة الصريحة
تشير الذاكرة الصريحة (الذاكرة التعريفية) إلى جميع الذكريات المتوفرة بوعي. ويتم تشفير هذه الذكريات من قبل الحصين، والقشرة المخية، والقشرة المحيطة بالعضلة، ولكن يتم توطيدها، وتخزينها في مكان آخر. الموقع الدقيق للتخزين غير معروف، ولكن تم اقتراح القشرة الصدغية كمرشح محتمل. ووجدت الأبحاث التي أجراها ميوليمانز وفان دير ليندن (2003) أن مرضى فقدان الذاكرة الذين يعانون من تلف الفص الصدغي الإنسي يكون أداءهم أكثر سوءا في اختبارات التعلم الصريحة مقارنة بمجموعة الأشخاص الأصحاء. ومع ذلك، فإن هؤلاء المرضى فقداي الذاكرة نفسهم يؤدون بنفس المعدل مثل الأصحاء في اختبارات التعلم الضمنية. وهذا يعني أن الفص الصدغي الإنسي يشارك بشكل كبير في التعلم الصريح، ولكن ليس في التعلم الضمني.
وتحتوي الذاكرة التوضيحية على ثلاث تقسيمات رئيسية:

#### الذاكرة العرضية
تشير الذاكرة العرضية إلى الذاكرة المسئولة عن تذكر أحداث محددة في الوقت المناسب، فضلا عن دعم تشكيلها، واسترجاعها. بعض الأمثلة على الذاكرة العرضية مثل تذكر اسم شخص ما، وما حدث في التعامل الأخير مع بعضكم البعض. وأشارت التجارب التي أجراها سبانيول وزملاؤه إلى أن كبار السن لديهم ذكريات عرضية أسوأ من البالغين الأصغر سنا؛ لأن الذاكرة العرضية تتطلب ذاكرة تعتمد على السياق.

#### الذاكرة الدلالية
تشير الذاكرة الدلالية إلى المعرفة عن المعلومات الواقعية، مثل معاني الكلمات. الذاكرة الدلالية هي ذاكرة المعلومات المستقلة مثل المعلومات التي يتم تذكرها لاختبار. وعلى النقيض من الذاكرة العرضية، فلا يوجد الكثير من الاختلاف في الذاكرة الدلالية بين كبار السن والشباب، ويُفترض بأن السبب هو أن الذاكرة الدلالية لا تعتمد على ذاكرة السياق.

#### ذاكرة السيرة الذاتية
تشير ذاكرة السيرة الذاتية إلى معرفة الأحداث، والتجارب الشخصية من حياة الفرد الخاصة. وعلى الرغم من تشابهها مع الذاكرة العرضية، إلاأنها تختلف في أنها تحتوي فقط على تلك التجارب التي تتعلق مباشرة بالفرد من مختلف أنحاء حياتهم. ويرى كونواي، وبليديل بيرس (2000) أن هذا هو أحد مكونات نظام الذاكرة الذاتية.

### الذاكرة الضمنية
تشير الذاكرة الضمنية (الذاكرة الإجرائية) إلى استخدام الأشياء أو حركات الجسم، مثل كيفية استخدام قلم رصاص، أو قيادة سيارة، أو ركوب دراجة. ويتم تشفير هذا النوع من الذاكرة، ويفترض تخزينها من قبل المخطط، وأجزاء أخرى من العقد القاعدية. ويعتقد أن العقد القاعدية تتوسط الذاكرة الإجرائية وغيرها من أجزاء الدماغ، وهي مستقلة إلى حد كبير عن الحصين. ووجدت الأبحاث التي أجراها مانيليس، وهانسون، وهانسون (2011) أن إعادة تنشيط المناطق الجدارية والقذالية كان مرتبط بالذاكرة الضمنية. وتعتبر الذاكرة الإجرائية ذاكرة غير إعلانية أو ذاكرة فاقدة للوعي تتضمن التعلم الأولي وغير الترابطي. يتضمن الجزء الأول من الذاكرة غير التصريحية (الذاكرة الضمنية) على البرمجة. تحدث البرمجة عندما تفعل شيئا أسرع بعد أن كنت قد فعلت ذلك النشاط، مثل الكتابة أو استخدام الشوكة. وهناك فئات أخرى من الذاكرة قد تكون ذات صلة أيضا بمناقشة الذاكرة طويلة الأمد. فمثلا:
الذاكرة العاطفية، وهي ذاكرة الأحداث التي تثير عاطفة قوية بشكل خاص، هي المجال الذي يمكن أن يتضمن كلا من عمليات الذاكرة التصريحية والإجرائية. الذكريات العاطفية متوفرة بوعي، ولكنها تثير رد فعل فسيولوجي قوي لا واعي. وتشير الأبحاث إلى أن اللوزة الدماغية تكون نشطة للغاية خلال المواقف العاطفية، وتعمل مع الحصين وقشرة الفص أمام الجبهي في تشفير، وتوطيد الأحداث العاطفية.
الذاكرة العاملة ليست جزءا من الذاكرة طويلة الأمد، ولكنها مهمة لعملها. حيث تتعامل الذاكرة العاملة مع المعلومات لفترة قصيرة من الوقت، قبل أن يتم نسيانها أو تشفيرها إلى ذاكرة طويلة الأمد. ومن أجل أن نتذكر شيئا من الذاكرة طويلة الأمد، يجب أن يعاد إلى الذاكرة العاملة. لذلك إذا كانت الذاكرة العاملة مجهدة، يمكن أن تؤثر على تشفير الذاكرة طويلة الأمد. وإذا كان الشخص لديه ذاكرة عاملة جيدة، قد يكون لديه تشفير أفضل للذاكرة طويلة الأمد.

## اضطرابات الذاكرة
فلتات وهفوات الذاكرة اليومية الصغرى شائعة إلى حد ما، ويمكن أن تزيد بشكل طبيعي مع التقدم في السن، وعند المرض، أو تحت الضغط. وقد تواجه بعض النساء المزيد من هفوات الذاكرة بعد بداية انقطاع الطمث. وبشكل عام، تحدث مشاكل أكثر خطورة للذاكرة بسبب إصابات الدماغ الرضية، أو الأمراض التنكسية العصبية.

### إصابات الدماغ الرضية
لقد كانت غالبية النتائج التي تخص الذاكرة ناتجة من الدراسات التي أجريت على مناطق محددة مصابة في الدماغ في الفئران أو الرئيسيات، ولكن بعض أهم الدراسات كانت نتيجة لصدمات الدماغ العرضية أو غير المقصودة. والحالة الأكثر شهرة في دراسات الذاكرة الأخيرة هي دراسة حالة هنري مولاسون، الذي خضع لجراحة استصال أجزاء من الحصين، ومن تلفيف مجاور للحصين في المخ، والأنسجة المحيطة في محاولة لعلاج الصرع. وقد وفر فقدان الذاكرة التقدمي بالكامل، وفقدان الذاكرة الرجوعي الجزئي أول دليل على بتحديد المكان المختص بوظيفة الذاكرة، كما أوضح الفوارق بين الذاكرة التعريفية والإجرائية.

### أمراض تنكسية عصبية
يمكن أن تسبب العديد من الأمراض العصبية التنكسية فقدان الذاكرة. وبعض أكثر هذه الأمراض انتشارا (لذا فهي الأكثر بحثا بشكل مكثف) مرض الزهايمر، والخرف، ومرض هنتنغتون، والتصلب المتعدد، ومرض باركنسون، والفصام. لا شيء يعمل على الذاكرة على وجه التحديد، ولكن فقدان الذاكرة في كثير من الأحيان يكون بسبب تدهور الخلايا العصبية بشكل عام. حاليا، هذه الأمراض لا شفاء لها، ولكن البحوث في الخلايا الجذعية، وعلم الأدوية النفسية، والهندسة الوراثية تحمل الكثير من الأمل.
أولئك الذين يعانون من مرض الزهايمر عموما تظهر عليهم أعراض مثل التوهان في الطرق المألوفة، ووضع ممتلكات في مواقع غير ملائمة، وتشوهات في الذكريات الموجودة أو نسيان الذاكرة تماما. ويستخدم الباحثون في كثير من الأحيان نموذج ديس-رويديجر-مكدرموت لدراسة آثار مرض الزهايمر على الذاكرة. حيث يعرض النموذج قائمة من الكلمات مثل النعس، وسادة، سرير، حلم، قيلولة، وما إلى ذلك، مع عدم تقديم الفكرة الرئيسية للموضوع. وفي هذه الحالة كان النوم هو الفكرة الرئيسية. يتذكر مرضى الزهايمر كلمة الفكرة الرئيسية باعتبارها جزءا من القائمة الأصلية أكثر من البالغين الأصحاء. كما أن هناك صلة محتملة بين طول وقت التشفير وزيادة الذاكرة الكاذبة في الذاكرة طويلة المدى. فقد اعتمد المرضى في نهاية المطاف على خلاصة المعلومات بدلا من الكلمات المحددة نفسها. ويؤدي مرض الزهايمر إلى استجابة التهابية غير منضبطة ناجمة عن ترسب البروتين النشواني في المخ، الأمر الذي يؤدي إلى موت الخلايا في الدماغ. ويزداد الأمر سوءا مع مرور الوقت، ويؤدي في نهاية المطاف إلى التدهور المعرفي، بعد فقدان الذاكرة. قد يحسن بيوغليتازون الإدراك الإدراكي، بما في ذلك فقدان الذاكرة، ويمكن أن يساعد على حماية الذاكرة طويلة الأجل والذاكرة البصرية المكانية من أمراض الاعصاب التنكسية.
يعاني مرضى باركنسون من مشاكل في الأداء المعرفي. هذه الأمور تشبه ما يحدث في مرضى الفص الجبهي، ويمكن أن يؤدي في كثير من الأحيان إلى الخرف. ويعتقد أن سبب مرض باركنسون هو فقدان العصبونات المنتجة للدوبامين الموجودة بشكل أساسي في المادة السوداء في جذع الدماغ. وقد أشير أيضا إلى أن الحصين يلعب دورا هاما في الذاكرة العرضية والمكانية (أجزاء من الذاكرة طويلة الأمد)، ومرضى باركنسون يكون قرن آمون لديهم غير طبيعي مما يؤدي إلى عمل الذاكرة طويلة الأمد بشكل غير طبيعي. وغالبا ما تستخدم حقن لي دوبا في محاولة لتخفيف أعراض مرض باركنسون مع العلاج السلوكي.
يعاني مرضى الفصام من صعوبة في الانتباه، ومشاكل في الوظائف التنفيذية التي بدورها تؤثر على توطيد الذاكرة على المدى الطويل واسترجاعها. ولا يمكنهم تشفير المعلومات المؤقتة أو استرجاعها بشكل صحيح، مما يؤدي إلى اختيار سلوكيات اجتماعية غير لائقة. ولا يمكنهم استخدام المعلومات التي يمتلكونها بكفاءة. تتضمن قشرة الفص الجبهي، مع الفص الصدغي، والحصين، تشوهات هيكلية؛ مما يسبب صعوبة تشفير، واسترجاع المعلومات المؤقتة (بما في ذلك الذاكرة طويلة الأمد).

## الأسس البيولوجية على المستوى الخلوي
تعتمد الذاكرة طويلة الأجل على بناء بروتينات جديدة، على عكس الذاكرة قصيرة الأجل. ويحدث هذا داخل الجسم الخلوي، ويتعلق بمرسلات معينة، ومستقبلات، ومسارات المشبك الجديدة التي تعزز قوة التواصل بين الخلايا العصبية. يتم إنتاج بروتينات جديدة مخصصة لتعزيز المشبك العصبي بعد إطلاق بعض المواد كإشارات (مثل الكالسيوم داخل خلايا الحصين العصبية) في الخلية. في حالة خلايا قرن آمون، يعتمد إصدار هذه الإشارات على طرد المغنيسيوم حيث يتم طرده بعد إطلاق إشارات متشابكة كبيرة ومتكررة. يحرر الطرد المؤقت للمغنيسيوم مستقبلات ن-مثيل-د-أسبارتات لإطلاق الكالسيوم في الخلية، وهي إشارة تؤدي إلى النسخ الجيني، وبناء بروتينات التعزيز.
يوجد أيضا واحد من البروتينات المصنعة حديثا للذاكرة طويلة الأمد، وهو بروتين حساس للحفاظ على الذاكرة طويلة الأمد. هذا البروتين هو شكل نشط من انزيم بروتين كيناز سي، والمعروفة باسم PKMζ. يحافظ PKMζ على قوة المشبك، ويمحو تثبيط PKMζ الذكريات طويلة الأجل الموجودة، دون التأثير على الذاكرة قصيرة الأمد، وما إن يتم التخلص من المثبط، يتم استعادة القدرة على تشفير، وتخزين ذكريات جديدة على المدى الطويل.
كما يعتبر عامل التغذية العصبية المستمد من الدماغ أيضا مهم لاستمرار الذكريات على المدى الطويل.
ويتم تحديد الاستقرار طويل الأمد للتغييرات المشبكية أيضا عن طريق الزيادة الموازية للتراكيب الموجودة قبل وبعد المشبك مثل حبة المحور العصبي، والعمود الشجيري، وكثافة ما بعد المشبكي. وقد أظهرت الزيادة في البروتينات السقالية بعد المشبكية PSD-95 و Homer1c ارتباطا مع استقرار التوسيع المشبكي على المستوى الجزيئي.
إن CREB هو عامل النسخ الذي يعتقد أنه مهم في توطيد الذكريات القصيرة الأجل والطويلة الأمد، والتي يعتقد أنها تكون أقل تنظيما في مرض الزهايمر.

## أدلة متناقضة
لقد وُجد اثنان من الدراسات التي تتناقض نتائجها مع نموذج تخزين الذاكرة المزدوج. وأظهرت الدراسات أنه على الرغم من استخدام المشتتات، كان لا يزال هناك تأثير الحداثة لقائمة من العناصر وتأثير التواصل.
وكشفت دراسة أخرى أن كم الوقت الذي يقضيه عنصرما في الذاكرة قصيرة الأمد ليس المحدد الرئيسي لقوتها في الذاكرة طويلة الأمد. بدلا من ذلك، إذا كان المشارك يحاول تذكر هذا العنصر بنشاط، ويعمل على تفصيل معناه، فإن ذلك يحدد قوة تخزينه في الذاكرة طويلة الأمد.

## نموذج تخزين الذاكرة الوحيد
هناك نظرية بديلة وهي أن هناك مخزن ذاكرة واحد فقط بجانب الارتباطات بين العناصر وسياقاتها. في هذا النموذج، يعتبر السياق بمثابة إشارة للاسترجاع، وتأثير الحداثة يكون إلى حد كبير بسبب عامل السياق. وسيكون للاسترجاع الحالى والمتأخر نفس تأثير الحداثة؛ لأن التشابه النسبي بين السياقات لا يزال قائما. ولا يزال تأثير التواصل يحدث أيضا؛ لأن التواصل موجود أيضا بين السياقات المتماثلة.